# Desa Srimahi
Desa Srimahi är en administrativ by i Indonesien.   Den ligger i provinsen Jawa Barat, i den västra delen av landet, 27 km öster om huvudstaden Jakarta.